# Wyznacznik

Schemat obliczania wyznacznika macierzy trzeciego stopnia

Wyznacznik (franc. determinant) – liczba lub ogólniej wartość przypisana macierzy kwadratowej {\displaystyle A} oznaczana jako {\displaystyle \det A}. Wartość ta jest otrzymywana przez odpowiednie przemnożenie i dodawanie elementów macierzy (zob. sekcję Obliczanie wyznaczników).
Wyznaczników używano pierwotnie głównie do rozwiązywania układów równań liniowych, choć obecnie używa się ich w różnych obszarach algebry, geometrii i analizy; zob. sekcję Zastosowania.
Pierwotnie wyznacznik mógł być wyłącznie liczbą rzeczywistą, ale późniejsze uogólnienia pozwoliły na obliczanie wyznaczników z macierzy o innych wartościach, na których można wykonać odpowiednie operacje, czyli na macierzach o wartościach będących elementami pierścienia przemiennego. Formalne definicje wyznaczników znajdują się w sekcji Definicje wyznacznika.

## Historia

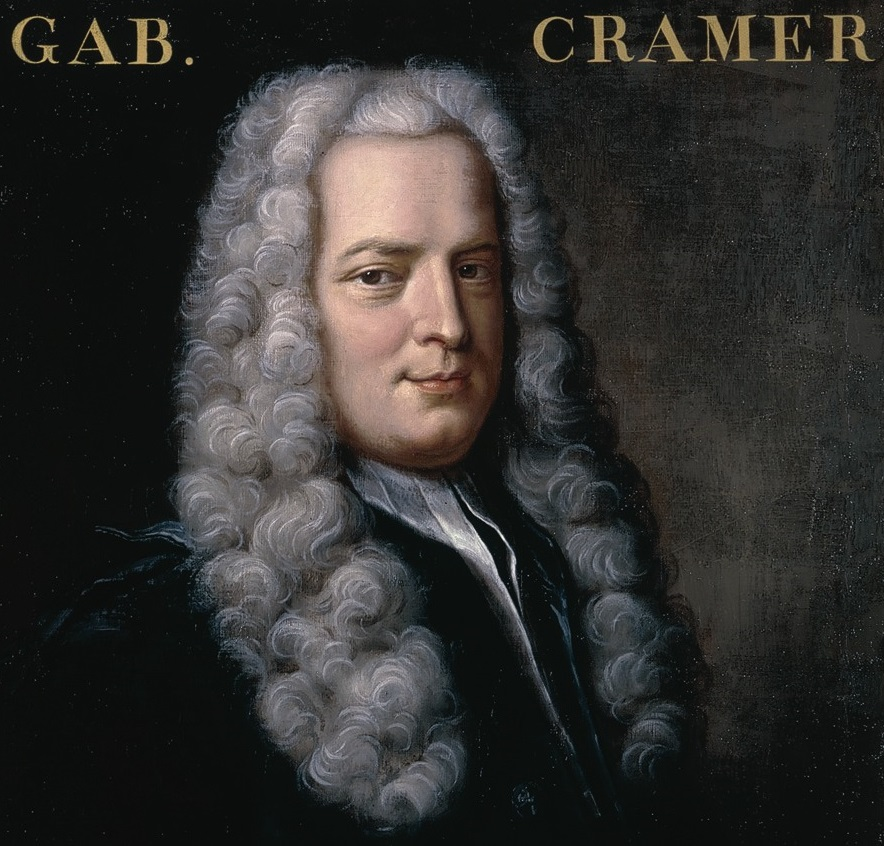
Gabriel Cramer, twórca wyznaczników

Podstawy wyznaczników zostały stworzone w XVIII wieku przez Gabriela Cramera jako metoda rozwiązywania układów równań liniowych. W 1750 opublikował on swoje teorie dotyczące algebry w książce Introduction à l'analyse des lignes courbes algébriques, w której znalazły się między innymi metody rozwiązywania równań znane dzisiaj jako wzory Cramera.
W czasach Cramera nie istniały liczby zespolone (1832) ani algebra abstrakcyjna (XIX wiek), stąd też wyznacznikiem była liczba rzeczywista. Nawet w literaturze XX-wiecznej spotyka się określenie mówiące, że wyznacznik jest liczbą. Uogólnienie teorii wyznaczników na innego rodzaju wartości macierzy przyszły później.
Teorie i dowody związane z wyznacznikami były rozwijane w XVIII wieku przez Laplace’a w jego dyskusjach opublikowanych w 1772 roku i równolegle przez Vandermonde’a, a w kolejnych latach przez Cauchy’ego i w XIX wieku przez Jacobiego. To trzeci z nich wprowadził istotne uogólnienie wyznaczników, stosując je do operacji na pochodnych funkcji (macierz Jacobiego). Rozwój algebry abstrakcyjnej pozwolił uogólnić wyznaczniki do macierzy z wartościami będącymi elementami pierścienia przemiennego.

## Oznaczenia
Wyznacznik macierzy kwadratowej {\displaystyle M} o wyrazach {\displaystyle a_{ij}} oznaczany jest jako {\displaystyle \det M} lub {\displaystyle det[a_{ij}]} lub {\displaystyle |a_{ij}|}.
Dla macierzy:
{\displaystyle M={\begin{bmatrix}a_{11}&a_{12}&\dots &a_{1n}\\a_{21}&a_{22}&\dots &a_{2n}\\\vdots &\vdots &\ddots &\vdots \\a_{n1}&a_{n2}&\dots &a_{nn}\end{bmatrix}}}
stosuje się rozwinięte oznaczenia wyznacznika:
{\displaystyle \left|{\begin{array}{c}a_{11}&a_{12}&\dots &a_{1n}\\a_{21}&a_{22}&\dots &a_{2n}\\\vdots &\vdots &\ddots &\vdots \\a_{n1}&a_{n2}&\dots &a_{nn}\end{array}}\right|}   lub   {\displaystyle \det {\begin{bmatrix}a_{11}&a_{12}&\dots &a_{1n}\\a_{21}&a_{22}&\dots &a_{2n}\\\vdots &\vdots &\ddots &\vdots \\a_{n1}&a_{n2}&\dots &a_{nn}\end{bmatrix}}.}
Notacja {\displaystyle |a_{ij}|} jest powszechnie używana (zwłaszcza jej rozwinięta forma), chociaż może prowadzić do nieporozumień, ponieważ podobnego zapisu używa się również dla norm macierzy i wartości bezwzględnej.

## Definicje wyznacznika
Wyznacznik może być zdefiniowany na kilka równoważnych sposobów. Niezależnie od tego wyznacznik można traktować jako funkcję nie samej macierzy, a jej współczynników
{\displaystyle a_{11},\dots ,a_{1n},\dots ,a_{n1},\dots a_{nn}.}
Jest on wówczas wielomianem {\displaystyle n^{2}} zmiennych stopnia {\displaystyle n} o współczynnikach, które są liczbami rzeczywistymi lub zespolonymi.

### Definicja rekurencyjna
Oznaczamy macierz {\displaystyle A\in M_{n\times n}(\mathbb {R} ),} czyli macierz kwadratową n-stopnia o elementach z pierścienia przemiennego {\displaystyle \mathbb {R} .} Wyznacznikiem macierzy {\displaystyle \det {A}} nazwiemy element pierścienia {\displaystyle \mathbb {R} } spełniający:
1. jeśli {\displaystyle n=1,} to {\displaystyle \det A=a_{11},}
2. jeśli {\displaystyle n>1,} to {\displaystyle \det A=\sum _{i=1}^{n}(-1)^{i+j}a_{ij}\det A_{i,j},} gdzie {\displaystyle j} jest dowolną liczbą naturalną z zakresu {\displaystyle 1\leqslant j\leqslant n,} a przez {\displaystyle A_{i,j}} oznaczamy macierz stopnia {\displaystyle n-1,} powstałą z macierzy {\displaystyle A} poprzez skreślenie {\displaystyle i}-tego wiersza i {\displaystyle j}-tej kolumny (por. minor).

Jeśli stosuje się inną definicję wyznacznika, to powyższe rozwinięcie w sumę jest twierdzeniem nazywanym rozwinięciem Laplace’a. Powyższa definicja opiera się na rozwinięciu wzdłuż {\displaystyle j}-tej kolumny, równoważnie można definiować wyznacznik na bazie rozwinięcia wzdłuż {\displaystyle i}-tego wiersza.

### Definicja permutacyjna
Niech {\displaystyle A\in M_{n\times n}(\mathbb {R} )} jest macierzą. Wówczas:
{\displaystyle \det A=\sum _{\sigma \in S_{n}}(-1)^{\mathrm {Inv} (\sigma )}~a_{1\sigma (1)}\cdot a_{2\sigma (2)}\cdot \ldots \cdot a_{n\sigma (n)},}
gdzie {\displaystyle S_{n}} oznacza zbiór wszystkich permutacji zbioru {\displaystyle \{1,2,\dots ,n\},} zaś {\displaystyle \mathrm {Inv} (\sigma )} oznacza liczbę inwersji danej permutacji {\displaystyle \sigma \in S_{n}.}
Przykładowo składnik {\displaystyle a_{13}a_{21}a_{34}a_{42}} w wyznaczniku czwartego stopnia ma ujemny znak, gdyż permutacja indeksów
{\displaystyle \tau ={\begin{pmatrix}1&2&3&4\\3&1&4&2\end{pmatrix}},}
ma trzy inwersje, mianowicie: {\displaystyle (3,1),} {\displaystyle (3,2)} i {\displaystyle (4,2),} skąd {\displaystyle \mathrm {Inv} (\tau )=3} oraz {\displaystyle (-1)^{3}=-1.}
Definicja permutacyjna ma swoje uogólnienie w postaci:
{\displaystyle \det _{p}A=\sum _{\sigma \in S_{n}}(p)^{\mathrm {Inv} (\sigma )}~a_{1\sigma (1)}\cdot a_{2\sigma (2)}\cdot \ldots \cdot a_{n\sigma (n)},}
gdzie {\displaystyle A,} {\displaystyle S_{n},} {\displaystyle \mathrm {Inv} (\sigma )} jak wyżej.
Przykładowo dla {\displaystyle p=-1} otrzymujemy wyżej zdefiniowany wyznacznik, zaś dla {\displaystyle p=1} otrzymujemy permanent.

### Definicja aksjomatyczna
Niech {\displaystyle A\in M_{n\times n}(\mathbb {R} )} będzie macierzą, której kolejne kolumny są oznaczone {\displaystyle A_{1},A_{2},\dots ,A_{n}.} Każda z tych kolumn jest wektorem z przestrzeni liniowej {\displaystyle \mathbb {R} ^{n}.}
Wyznacznikiem macierzy {\displaystyle (A_{1},A_{2},\dots ,A_{n})} jest funkcja {\displaystyle \det \colon M_{n\times n}(\mathbb {R} )\to \mathbb {R} } spełniająca:
- {\displaystyle \det(A_{1},\dots ,k\cdot A_{i}+k^{'}\cdot A_{i}^{'}\dots ,A_{n})=k\cdot \det(A_{1},\dots ,A_{i}\dots ,A_{n})+k^{'}\cdot \det(A_{1},\dots ,A_{i}^{'}\dots ,A_{n}),}
- {\displaystyle \det(A_{1},\dots ,A_{i},\dots ,A_{j}\dots ,A_{n})=-\det(A_{1},\dots ,A_{j}\dots ,A_{i},\dots ,A_{n}),}
- {\displaystyle \det(I)=1.}

Z powyższej definicji wynika, że wyznacznik jest antysymetrycznym odwzorowaniem wieloliniowym. Dowodzi się, że istnieje dokładnie jedno takie odwzorowanie spełniające powyższe aksjomaty. W powyższej definicji macierze traktuje się jako układ kolumn, równoważnie można macierz traktować jako układ wierszy.

## Obliczanie wyznaczników
Wyznacznik drugiego stopnia obliczamy według łatwego wzoru, wynikającego wprost z definicji permutacyjnej wyznacznika:
{\displaystyle \det A={\begin{vmatrix}a_{11}&a_{12}\\a_{21}&a_{22}\end{vmatrix}}=a_{11}a_{22}-a_{12}a_{21}}
Wyznacznik trzeciego stopnia obliczamy według tzw. reguły Sarrusa:
{\displaystyle \det A={\begin{vmatrix}a_{11}&a_{12}&a_{13}\\a_{21}&a_{22}&a_{23}\\a_{31}&a_{32}&a_{33}\end{vmatrix}}=a_{11}a_{22}a_{33}+a_{21}a_{32}a_{13}+a_{31}a_{12}a_{23}-a_{21}a_{12}a_{33}-a_{11}a_{32}a_{23}-a_{31}a_{22}a_{13}}
W przypadku macierzy wyższych stopni, a także niejednokrotnie w przypadku macierzy stopnia trzeciego, wygodniej jest stosować rozwinięcie Laplace’a.
Wyznacznik macierzy można też obliczyć, stosując metodę eliminacji Gaussa. Wyznacznik macierzy trójkątnej jest równy iloczynowi wyrazów na jej przekątnej, jest więc łatwy do obliczenia. Każdą macierz można sprowadzić do macierzy trójkątnej za pomocą operacji elementarnych, pamiętając, że operacje te mają następujący wpływ na wyznacznik:
1. Dodanie wielokrotności jednego wiersza (kolumny, odpowiednio) do innego wiersza (innej kolumny, odpowiednio) nie zmienia wartości wyznacznika.
2. Pomnożenie wiersza (kolumny) przez liczbę powoduje pomnożenie wyznacznika przez tę liczbę.
3. Zamiana miejscami dwóch wierszy, tak jak i zamiana miejscami dwóch kolumn, zmienia znak wyznacznika.

Do obliczenia wyznacznika można wykorzystać również metodę LU.

## Własności
1. Wyznacznik macierzy jest równy zero {\displaystyle (\det A=0)} jeśli:
  1. Macierz zawiera kolumnę lub wiersz składający się z samych zer[3].
  2. Macierz zawiera dwie jednakowe kolumny lub wiersze[3].
2. Dodając lub odejmując od dowolnego wiersza/kolumny inny wiersz/kolumnę lub kombinacje liniowe innych wierszy/kolumn nie zmieniamy wartości wyznacznika[3].
3. Zamiana miejscami dwóch dowolnych kolumn lub wierszy macierzy powoduje zmianę wartości wyznacznika na znak przeciwny[3].
4. Pomnożenie dowolnej kolumny lub dowolnego wiersza przez stałą mnoży przez tę samą stałą wartość wyznacznika[3].
5. Transpozycja macierzy nie powoduje zmiany wartości jej wyznacznika: {\displaystyle \det A^{T}=\det A}[3].
6. Dla macierzy tego samego stopnia zachodzi: {\displaystyle \det(A\cdot B)=\det A\cdot \det B}[3].
7. Wyznacznik macierzy odwrotnej jest równy odwrotności wyznacznika: {\displaystyle \det(A^{-1})=(\det A)^{-1}.}
8. Zachodzi {\displaystyle \det(k\cdot A)=k^{n}\cdot \det A,} gdzie {\displaystyle k} jest dowolną liczbą, {\displaystyle n} stopniem macierzy {\displaystyle A.}
9. Pochodna wyznacznika wyraża się przez ślad w następujący sposób: {\displaystyle d(\det(A))(X)=\det(A)\operatorname {tr} (A^{-1}X)}

## Dowody niektórych własności
Niech zapis
{\displaystyle (A_{1},\dots A_{i},\dots ,A_{n})}
oznacza macierz, której kolejnymi kolumnami są wektory pionowe {\displaystyle A_{1},\dots A_{i},\dots ,A_{n}.}
Przyjmijmy następujące własności wyznacznika:
- pomnożenie kolumny przez {\displaystyle k} mnoży wyznacznik macierzy przez {\displaystyle k}

{\displaystyle \det(A_{1},\dots ,k\cdot A_{i},\dots ,A_{n})=k\cdot \det(A_{1},\dots A_{i},\dots ,A_{n})}
- dodanie jednej kolumny do drugiej nie zmienia wartości wyznacznika

{\displaystyle \det(A_{1},\dots ,A_{i},\dots ,A_{j},\dots ,A_{n})=\det(A_{1},\dots ,A_{i},\dots ,A_{j}+A_{i},\dots ,A_{n})}
Wówczas
- Dodanie dowolnej wielokrotności jednej kolumny do drugiej nie zmienia wartości wyznacznika:

{\displaystyle \det(A_{1},\dots ,A_{i},\dots ,A_{j},\dots ,A_{n})=\det(A_{1},\dots ,A_{i},\dots ,A_{i}+k\cdot A_{i},\dots ,A_{n})}
- Zamiana dwóch kolumn miejscami zmienia znak wyznacznika:

{\displaystyle \det(A_{1},\dots ,A_{i},\dots ,A_{j},\dots ,A_{n})=-\det(A_{1},\dots ,A_{j},\dots ,A_{i},\dots ,A_{n})}
Dowód
Dodanie dowolnej wielokrotności jednej kolumny do drugiej nie zmienia wartości wyznacznika. Dla {\displaystyle k=0} dowód jest trywialny, niech więc {\displaystyle k\neq 0{:}}
{\displaystyle {\begin{aligned}&\det(A_{1},\dots ,A_{i},\dots ,A_{j},\dots ,A_{n})\\=\ &{\frac {1}{k}}\det(A_{1},\dots ,k\cdot A_{i},\dots ,A_{j},\dots ,A_{n})\\=\ &{\frac {1}{k}}\det(A_{1},\dots ,k\cdot A_{i},\dots ,A_{j}+k\cdot A_{i},\dots ,A_{n})\\=\ &\det(A_{1},\dots ,A_{i},\dots ,A_{j}+k\cdot A_{i},\dots ,A_{n})\end{aligned}}}
Zamiana dwóch kolumn miejscami zmienia znak wyznacznika:
{\displaystyle {\begin{aligned}&\det(A_{1},\dots ,A_{i},\dots ,A_{j},\dots ,A_{n})\\=\ &\det(A_{1},\dots ,A_{i},\dots ,A_{j}-A_{i},\dots ,A_{n})\\=\ &\det(A_{1},\dots ,A_{i}+(A_{j}-A_{i}),\dots ,A_{j}-A_{i},\dots ,A_{n})\\=\ &\det(A_{1},\dots ,A_{j},\dots ,A_{j}-A_{i},\dots ,A_{n})\\=\ &\det(A_{1},\dots ,A_{j},\dots ,A_{j}-A_{i}-A_{j},\dots ,A_{n})\\=\ &\det(A_{1},\dots ,A_{j},\dots ,-A_{i},\dots ,A_{n})\\=\ &-\det(A_{1},\dots ,A_{j},\dots ,A_{i},\dots ,A_{n})\end{aligned}}}
Analogicznie wyprowadza się te zależności dla wierszy.

## Zastosowania
Wyznaczniki stosuje się w co najmniej kilku działach matematyki jak:
- algebra:
  - rozwiązywaniu układów równań liniowych;
  - odwracanie macierzy;
  - badanie wielomianu Hurwitza (stabilność systemu);
- geometria – obliczanie objętości brył, np. czworościanów;
- analiza:
  - sprawdzanie, czy punkt znaleziony w zadaniu na ekstremum stanowi minimum czy maksimum funkcji; por. hesjan i kryterium Sylvestera;
  - zamiana zmiennych w całkach wielokrotnych; por. jakobian;
  - rozwiązywanie równań różniczkowych zwyczajnych; por. wrońskian.